# George Washington Stephens Jr.
George Washington Stephens, né le 3 août 1866 à Montréal au Canada-Est et mort le 6 février 1942 à Los Angeles en Californie, est un homme politique canadien. Il est député à l'Assemblée législative du Québec.

## Biographie
George Washington Stephens naît le 3 août 1866 à Montréal au Canada-Est, fils de George Washington Stephens et d'Elizabeth McIntosh. Il étudie au High School of Montreal, à l'Université McGill, à l'université de Genève, à l'université de Marbourg et à l'université Gottfried-Wilhelm-Leibniz de Hanovre. Il a travaillé pour les firmes Steidtman & Company, J. and H. Taylor et Thomas Robertson & Company Limited.
En 1898, il se joint à la Montreal Third Field Battery. En 1902, il est promu au grade de major et il atteignit le grade de lieutenant-colonel avant de prendre sa retraite.
À partir de 1902, il est un administrateur de la propriété de son père. Il est le président de la Canadian Rubber Company of Montreal et le vice-président de la Canadian Consolidated Rubber Company Limited.
Lors d'une élection partielle en 1905, il est élu par acclamation à l'Assemblée législative du Québec avec le Parti libéral du Québec pour la circonscription de Montréal numéro 4. Il ne se présente pas comme candidat aux élections générales québécoises de 1908. De 1907 à 1912, il est le président de la Montreal Harbor Commission.
En 1923, il est nommé à la Société des Nations. La même année, il est nommé membre de la commission gouvernant la Sarre dont il est le président de 1924 à 1926.
Il meurt à Los Angeles en Californie le 6 février 1942. Il est inhumé à Montréal.

## Annexe